# Willibrord d'Utrecht
Saint Willibrord, né vers 658 dans le royaume de Northumbrie et mort le 7 novembre en 739 à l'abbaye d'Echternach (Luxembourg), est un moine bénédictin, apôtre des Pays-Bas et premier évêque d'Utrecht. Il repose à l'abbaye d'Echternach qu'il avait fondée. Il est liturgiquement commémoré le 7 novembre.
Willibrord figure au Canon historique des Pays-Bas, liste officielle de 50 thèmes résumant l'histoire des Pays-Bas. Il est le saint patron du Grand-Duché de Luxembourg. En sa mémoire, un pèlerinage et une procession dansante fameuse ont lieu tous les ans à Echternach.

## Biographie
Son père, nommé Wilgils, est dépeint par Alcuin comme un saxon de Northumbrie. Récemment converti au christianisme, Wilgils envoie son fils recevoir une éducation chrétienne à l'abbaye de Ripon à Ripon (Angleterre), alors dirigée par Wilfrid d'York. Devenu moine bénédictin, il est ordonné prêtre et se rend en Irlande pour parfaire son éducation monastique et intellectuelle pendant une douzaine d'années, à l'abbaye de Rath Melsigi (en).
En 690, il est envoyé en Frise, territoire récemment acquis par les Francs mérovingiens, pour y œuvrer à l'évangélisation de la population.
Willibrord est à l'origine de l'histoire de Gravelines (laquelle ne commence réellement qu'en 800 après l'assèchement du Blootland) car il y aurait débarqué lors de sa première arrivée sur le continent. Une chapelle placée sous le patronage du saint y fut construite. L'actuelle église dédiée à saint Willibrord fut édifiée en 1598 puis reconstruite au XIXe siècle. Willibrord est connu à Gravelines comme évêque anglo-saxon venu évangéliser la Flandre.

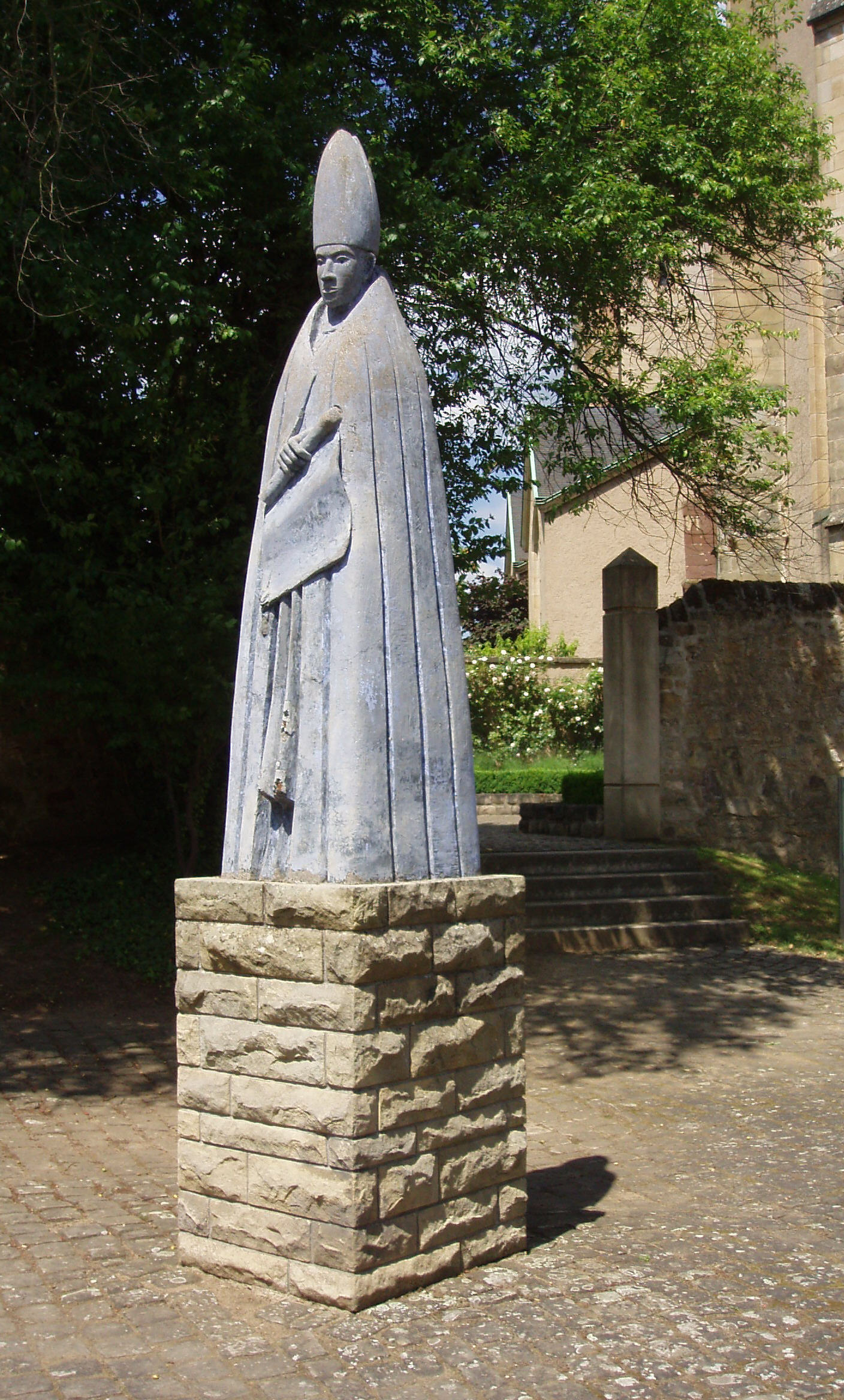
Statue moderne du saint, à Echternach

Willibrord se rend à Rome pour recevoir approbation et bénédiction pontificale, puis parcourt un vaste territoire correspondant à la moitié la plus maritime des Pays-Bas actuels. Lors d'un second voyage à Rome, il est consacré évêque missionnaire le 21 novembre 695 dans l'église de Sainte-Cécile du Trastevere à Rome. Il décide de fixer son siège épiscopal à Utrecht, puis il parcourt la Frise orientale jusqu'au territoire des Danois.
En 725, il se rend au Danemark afin d'y mener une mission d'évangélisation. Il y rencontre le roi Ongendus qu'il décrit comme « plus cruel qu'une bête féroce et plus dur que la pierre ». Il ne réussit à convertir que trente enfants qu'il est obligé de ramener avec lui pour leur épargner un martyre certain. Il était l'ami de saint Lambert de Maastricht et les deux saints évêques se rencontraient périodiquement. Son crâne est exposé dans une église d'Aix-la-Chapelle.
Il mourut le 7 novembre 739 à l’abbaye d’Echternach (aujourd'hui au Grand-Duché de Luxembourg) où il fut enterré selon son désir. Son tombeau est encore assidûment fréquenté par des pèlerins et la petite église mérovingienne a dû être remplacée vers l'année 800 par une église à trois nefs d'une longueur de plus de 60 mètres.
L'abbé Thiofrid et Alcuin ont rédigé des vitae à son sujet qui ont contribué à répandre sa renommée et son culte.

## Vénération et souvenir

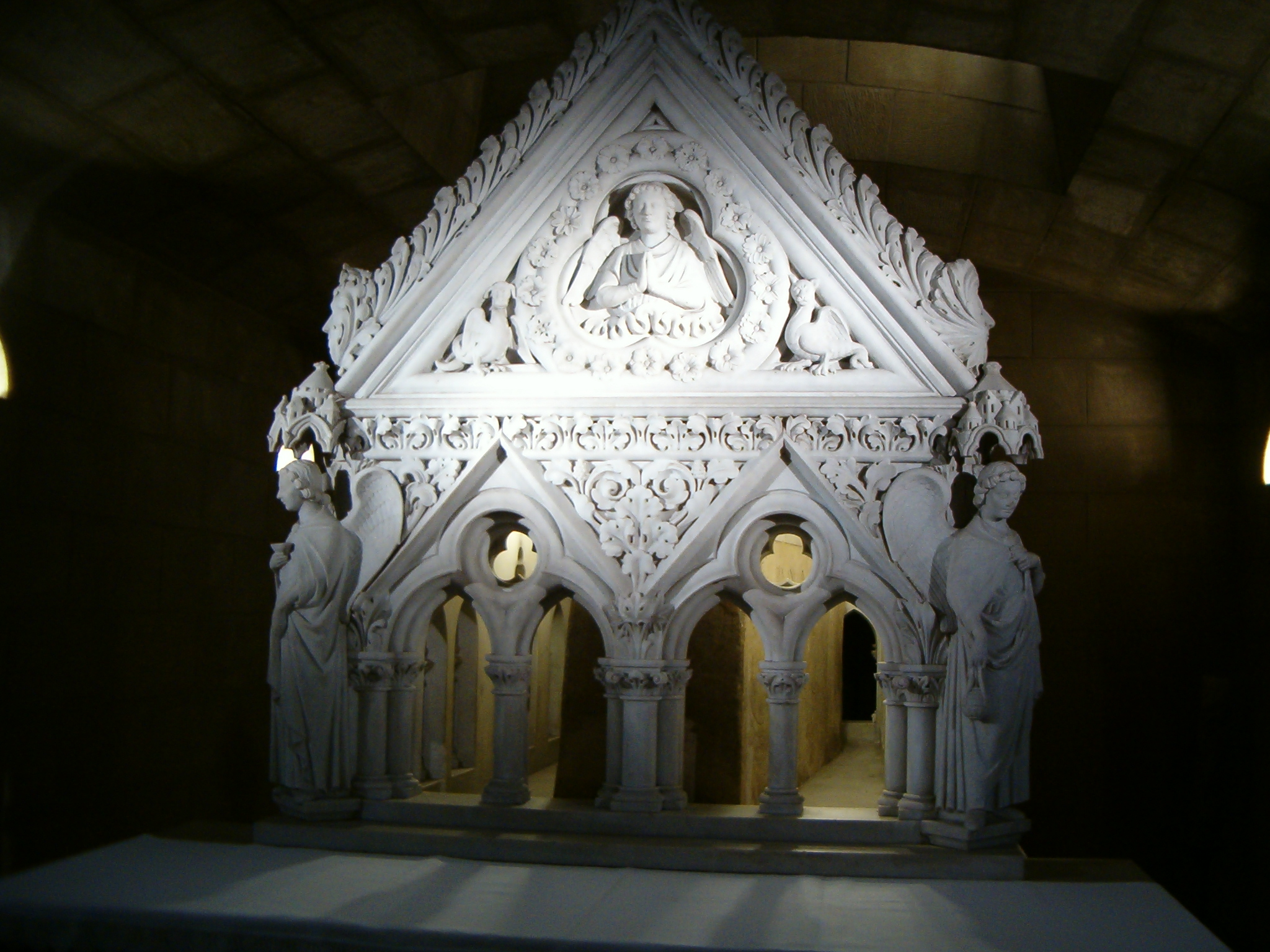
Le sarcophage de Saint Willibrord, à l'abbaye d'Echternach.

- Fondateur (698) et premier évêque d'Utrecht, aujourd'hui archidiocèse primatial des Pays-Bas, Willibrord est le saint patron des Pays-Bas et des Frisons tout particulièrement.
- Son nom est associé à l'abbaye d'Echternach. Il lui donna son essor et y mourut en 739. L'ancienne abbatiale est aujourd'hui la 'basilique Saint-Willibrord'. On y trouve son sarcophage avec ses reliques. Elle est centre de pèlerinage et lieu d'une célèbre procession, le mardi de Pentecôte de chaque année. Il est le saint patron du Grand-Duché de Luxembourg.
- Willibrord signa l'acte de fondation de l'abbaye de Murbach, en Alsace (728).
- Une chapelle à Gravelines (Flandre) rappelle que c'est là que Willibrord débarqua la première fois sur le continent.
- Willibrord est également saint patron des enfants épileptiques.

## Représentation
Saint Willibrord est représenté habituellement en évêque, avec les attributs de sa condition, mais parfois aussi en abbé.
Souvent associé à Boniface de Mayence, il s'en distingue parce qu'il est représenté imberbe.